# Nabisco
Nabisco (nom derivat de: National Biscuit Company) és una companyia dels Estats Units fabricant de galetes (com per exemple la marca Oreo) i aperitius (Snacks). La seva seu central és a East Hanover, Nova Jersey, és una companyia subsidiària de l'empresa Kraft Foods. La planta de Nabisco a Chicago de 167.000 m2 és la fleca més gran del món i té 1.500 treballadors.
Entre els seus productes es compten les marques Chips Ahoy!, Fig Newtons, Mallomars, Oreos, Cameo, Premium Crackers, Ritz Crackers, Teddy Grahams, Triscuits, Wheat Thins, Social Tea, Nutter Butter, Peek Freans, Lorna Doone, les xocolates Wafers i Chicken in a Biskit.
Nabisco obrí les seves oficnes aleshores sota el nom de National Biscuit Company en el primer gratacel del món, el Home Insurance Building a el Chicago Loop el 1898.

## Història
- 1792 - Pearson & Sons Bakery obre a Massachusetts. Fabriquen una galeta anomenada pilot bread que es consumia en els viatges llargs de vaixell.
- 1801 - Josiah Bent Bakery va ser el primer a encunyar el terme 'crackers' per un tipus de galeta que produïa.
- 1889 - William Moore compra Pearson & Sons Bakery, Josiah Bent Bakery, i altres sis fleques per començar la New York Biscuit Company.
- 1890 - Adolphus Green inicia la American Biscuit & Manufacturing Company després de comprar 40 fleques diferents.
- 1898 - William Moore i Adolphus Green es fusionen i formen National Biscuit Company. Adolphus Green n'és el president.
- 1901 - El nom Nabisco es fa servir per primera vegada per a un producte ensucrat.
- 1971 - Nabisco passa a ser el nom corporatiu.
- 1981 - Nabisco es fusiona amb Standard Brands.
- 1985 - Nabisco Brands es fusiona amb R.J. Reynolds
- 1993 - Kraft General Foods compra els cereals d'esmorzar NABISCO de RJR Nabisco.
- 1999 - Nabisco compra Favorite Brands International
- 2000 - Philip Morris Companies, Inc. compra Nabisco i el fusiona amb Kraft Foods, Inc.